# Onychoglomeris castanea
Onychoglomeris castanea är en mångfotingart som först beskrevs av Risso 1826.  Onychoglomeris castanea ingår i släktet Onychoglomeris och familjen klotdubbelfotingar. Inga underarter finns listade i Catalogue of Life.